# عيال اقير (الطيال)

تعديل مصدري - تعديل

عيال اقير هي إحدى قرى عزلة جبل اللوز بمديرية الطيال التابعة لمحافظة صنعاء، بلغ تعداد سكانها 323 نسمة حسب تعداد اليمن لعام 2004.